# Richard J. Daley

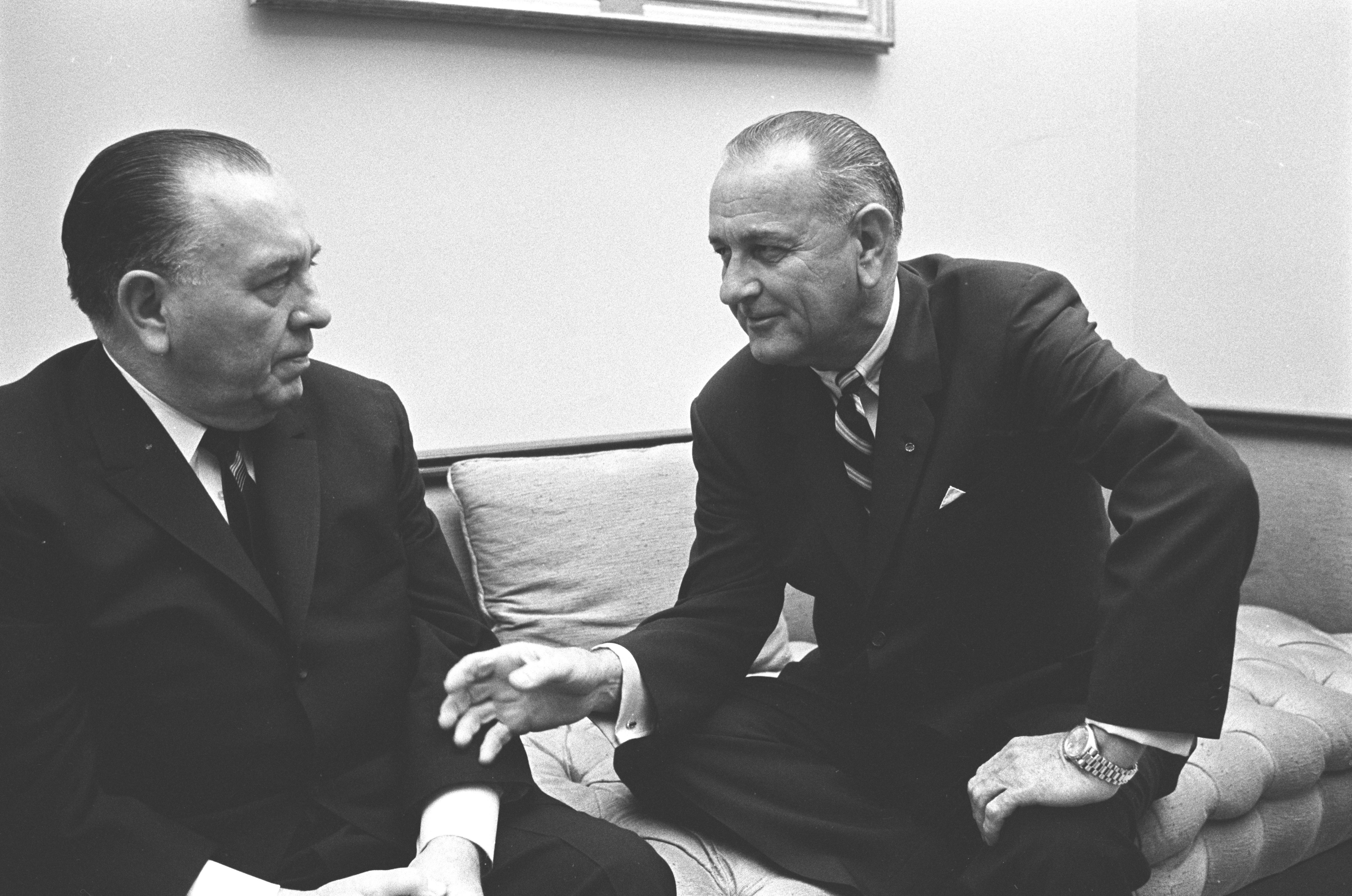
Richard J. Daley (links) mit Präsident Johnson im Weißen Haus 1966

Richard Joseph Daley (* 15. Mai 1902 in Chicago, Illinois; † 20. Dezember 1976 ebenda) war ein US-amerikanischer Politiker. Von 1955 bis zu seinem Tod war er Bürgermeister von Chicago. Mit 21 Amtsjahren prägte er nicht nur maßgeblich die Politik der Großstadt, sondern spielte auch in der Demokratischen Partei eine bedeutende Rolle, etwa bei der Unterstützung der Präsidentschaftskandidaturen von John F. Kennedy 1960, Lyndon B. Johnson 1964 und Hubert H. Humphrey 1968. 
Daley wurde überregional bekannt, als er beim demokratischen Nominierungsparteitag in Chicago (26. bis 29. August 1968) die Polizei gegen Menschen einsetzte, die gegen den Vietnamkrieg demonstrierten. Die Polizei ging dabei besonders hart gegen die Protestierenden vor, was auch international viel Beachtung fand.
Daley ist der Vater des ehemaligen Bürgermeisters Richard M. Daley und des ehemaligen US-Handelsministers und vormaligen Stabschefs des Weißen Hauses William M. Daley.
Nach ihm wurde das Richard J. Daley Center benannt, ein 197 Meter hoher Wolkenkratzer. Dieser war von 1965 bis 1969 das höchste Gebäude der Stadt Chicago.

## Auszeichnungen
- 1961: Großes Goldenes Ehrenzeichen für Verdienste um die Republik Österreich[2]